# Le Major Cravachon
Le Major Cravachon est une comédie-vaudeville en 1 acte d'Eugène Labiche, représentée pour la 1re fois à Paris au Théâtre du Palais-Royal le 15 février 1844.
- Collaborateurs Auguste Lefranc et Paul Jessé.
- Éditions Beck.

## Résumé
Le major Cravachon est un vieux grognard de l’Empire, «qui a vu le monde, qui a détrôné des rois, et qui a mangé du cheval... ». Sur ses vieux jours, on lui a confié le commandement de la forteresse de Saumur. 

Il a une fille à marier, Olympe, mais il trouve bien fades les prétendants qui se présentent. Car l’âge n’a pas émoussé son humeur guerrière et il reste féru de duels, autant pour lui que pour les autres.

« Quand vous ne vous battez pas, vous faites battre les autres. » lui dit sa fille.

« Il faut bien prouver à l’Empereur que je ne suis pas encore un invalide, bien qu’il ne me juge plus bon qu’à faire un geôlier. »

Un nouveau prétendant se présente, Dervières, jeune homme qui aime à se battre tout autant que Cravachon. Provoqué un soir pour une babiole, il répond désinvolte :

« Un duel ! ça me va, j’ai froid aux doigts. [...] Voilà un armurier, je vais chercher des outils. »

Mais, cette fois, on lui a fait la leçon avant de venir : pour solliciter la main d’une jeune fille, il faut se montrer doux, calme et conciliant.

Le comique vient de l'affrontement d’un Cravachon provocateur et d'un Dervières qui se contient à grand peine. 

L’intrigue simple est émaillée d’un quiproquo provoqué par une jeune femme, Amélie, qui, désireuse de voir son mari emprisonné dans la forteresse, s’est travestie en hussard. Pour justifier son introduction, elle va, elle aussi, demander la main d’Olympe. 

On retrouve un personnage semblable, un bretteur amoureux forcé de se contraindre, dans Les Vivacités du capitaine Tic.

## Distribution
| Acteurs et actrices ayant créé les rôles         |                   |
| Personnage                                       | Acteur ou actrice |
| Cravachon                                        | Leménil           |
| Dervières                                        | M. Berger         |
| Antonin, domestique de Cravachon                 | M. Dublaix        |
| Olympe, fille de Cravachon                       | Scriwaneck        |
| Amélie, amie de pension d'Olympe (rôle travesti) | Aline Duval       |
| Un notaire                                       | M. Lemeunier      |